# 佳兆業資本
佳兆业资本投资集团有限公司，簡稱佳兆业资本（英語：Kaisa Capital Investment Holdings Limited，港交所：0936），前身為「敏達控股有限公司」，在1975年由顧思景先生和其他夥伴成立，名為「敏達機械工程有限公司」。現時業務於全球經營塔式起重機及桅杆式升降工作平台、中藥業務。

董事長為曾力。總部位於香港皇后大道中208–220號勝基中心8A室。招股價為1港元，發行股份為5000萬股，而集資額為5000萬港元，而股份則在2010年7月19日於香港交易所主板上市。
佳兆業地產及其一致行動人士向原大股東曾力提出要约收購
自2021年7月21日上午九时正起，鹏程亚洲将更名为“佳兆业资本投资集团有限公司 Kaisa Capital Investment Holdings Limited。
2021年11月，佳兆業集團（01638）承認旗下「錦恆財富」發行、佳兆業集團擔保的一款理財產品逾期未能兌付，同系的佳兆業健康、佳兆業美好（02168）、佳兆業資本於11月5日同時停牌。

## 連結
- mantagroup.com.hk
- elasialtd.com（页面存档备份，存于）